# Черниговский район (Приморский край)
Черни́говский райо́н — административно-территориальная единица (район) в Приморском крае России. В рамках организации местного самоуправления ему соответствует Черниговский муниципальный округ (с 2004 до 2023 гг. — муниципальный район).
Административный центр — село Черниговка.

Храм в селе Черниговка

## География
Черниговский район находится на юге центральной части Приморского края, занимает юго-восточную часть Приханкайской равнины и часть южных отрогов Синего хребта. Высшая точка — 857 м (массив г. Рябая Сопка). Площадь — 1870 км². На севере и северо-востоке граничит со Спасским, на востоке — с Анучинским, на юге — с Михайловским, на западе и северо-западе — с Хорольским районами (округами). На севере имеет выход к озеру Ханка. Основные реки: Илистая, Черниговка, Медведица, Дмитриевка, Скотская, Монастырка.

## История
Осенью 1885 года группа переселенцев из 25 семей крестьян из села Мутин Кролевецкого уезда Черниговской губернии направилась в глубь Приморской области, к озеру Ханка. Они остановились на довольно большой удобной равнине близ озера Ханка, с трёх сторон окружённой лесистыми сопками одного из отрогов Сихотэ-Алиня, и с небольшой речкой, впадающей в сплавную реку Лефу.
Переселенцам тогда разрешалось давать названия селениям по собственному желанию. Поэтому вновь образованное селение в память покинутой Черниговской губернии назвали Черниговкой.
Район был образован в 1926 году.

## Население
| 1926    | 1928    | 1929    | 1930    | 1931    | 1939    | 1959    | 1970    | 1979    |
| ------- | ------- | ------- | ------- | ------- | ------- | ------- | ------- | ------- |
| 23 028  | ↗24 600 | ↗25 438 | ↗26 800 | ↗33 000 | ↘23 770 | ↗31 496 | ↗41 322 | ↗41 873 |
| 1989    | 1992    | 2002    | 2006    | 2008    | 2009    | 2010    | 2011    | 2012    |
| ↗45 782 | ↗46 800 | ↘39 554 | ↘37 900 | ↘37 444 | ↘35 043 | ↗36 230 | ↘36 143 | ↘35 418 |
| 2013    | 2014    | 2015    | 2016    | 2017    | 2018    | 2019    | 2020    | 2021    |
| ↘34 968 | ↘34 418 | ↘34 081 | ↘33 659 | ↘33 359 | ↘32 892 | ↘32 476 | ↘32 154 | ↘26 863 |
| 2022    | 2023    | 2024    |         |         |         |         |         |         |
| ↘26 727 | ↘26 306 | ↘25 893 |         |         |         |         |         |         |

### Урбанизация
Городское население (посёлок городского типа Сибирцево) составляет  26,21 % от всего населения района.

### Национальный состав
Национальный состав района по данным переписи населения 1939 года: русские — 63,1% или 15 006 чел., украинцы — 33,2% или 7 890 чел.
Демография
Количество родившихся и умерших (абсолютные цифры)

## Населённые пункты
В Черниговском районе  (муниципальном округе) 25 населённых пунктов, в том числе 1 городской населённый пункт (посёлок городского типа) и 24 сельских населённых пункта (из них 2 посёлка, 18 сёл, 3 железнодорожные станции и 1 железнодорожный разъезд).
| №  | Населённый пункт   | Тип          | Население | Упразднённое муниципальное образование |
| -- | ------------------ | ------------ | --------- | -------------------------------------- |
| 1  | Сибирцево          | пгт          | ↘6787     | Сибирцевское городское поселение       |
| 2  | Абражеевка         | село         | ↗234      | Снегуровское сельское поселение        |
| 3  | Алтыновка          | село         | ↘397      | Черниговское сельское поселение        |
| 4  | Вадимовка          | село         | ↘710      | Черниговское сельское поселение        |
| 5  | Вассиановка        | село         | ↘477      | Снегуровское сельское поселение        |
| 6  | Высокое            | село         | ↘149      | Сибирцевское городское поселение       |
| 7  | Горный Хутор       | село         | ↘77       | Черниговское сельское поселение        |
| 8  | Грибное            | село         | ↘70       | Черниговское сельское поселение        |
| 9  | Дмитриевка         | село         | ↘1302     | Дмитриевское сельское поселение        |
| 10 | Искра              | село         | ↘124      | Дмитриевское сельское поселение        |
| 11 | Калёновка          | село         | ↗29       | Снегуровское сельское поселение        |
| 12 | Майское            | село         | ↘623      | Дмитриевское сельское поселение        |
| 13 | Меркушёвка         | село         | ↘466      | Дмитриевское сельское поселение        |
| 14 | Монастырище        | село         | ↘3597     | Сибирцевское городское поселение       |
| 15 | Орехово            | село         | ↘213      | Сибирцевское городское поселение       |
| 16 | Орехово-Приморское | ж.д. станция | ↘10       | Сибирцевское городское поселение       |
| 17 | Реттиховка         | посёлок      | ↘1342     | Реттиховское сельское поселение        |
| 18 | Светлояровка       | ж.д. рзд     | ↗11       | Сибирцевское городское поселение       |
| 19 | Сибирцево-3        | посёлок      | →0        | Сибирцевское городское поселение       |
| 20 | Синий Гай          | село         | ↘435      | Дмитриевское сельское поселение        |
| 21 | Снегуровка         | село         | ↘623      | Снегуровское сельское поселение        |
| 22 | Тиховодное         | ж.д. станция | ↗66       | Дмитриевское сельское поселение        |
| 23 | Халкидон           | село         | ↘667      | Сибирцевское городское поселение       |
| 24 | Халкидон           | ж.д. станция | ↘21       | Сибирцевское городское поселение       |
| 25 | Черниговка         | село         | ↘10 124   | Черниговское сельское поселение        |

## Муниципальное устройство
В рамках организации местного самоуправления в границах района функционирует Черниговский муниципальный округ (с 2004 до 2023 гг. — Черниговский муниципальный район).

Село Черниговка, здание районной администрации.

С декабря 2004 до января 2023 гг. в существовавший в этот период Черниговский муниципальный район входили 5 муниципальных образований, в том числе 1 городское поселение и 4 сельских поселения.
| № | Муниципальное образование в 2004—2023 гг. | Административный центр | Количество населённых пунктов | Население (чел.) | Площадь (км²) |
| - | ----------------------------------------- | ---------------------- | ----------------------------- | ---------------- | ------------- |
| 1 | Сибирцевское городское поселение          | пгт Сибирцево          | 9                             | 10 904           | 237,50        |
| 2 | Дмитриевское сельское поселение           | село Дмитриевка        | 6                             | 2524             | 236,42        |
| 3 | Реттиховское сельское поселение           | посёлок Реттиховка     | 1                             | 1342             | 69,70         |
| 4 | Снегуровское сельское поселение           | село Снегуровка        | 4                             | 1095             | 226,06        |
| 5 | Черниговское сельское поселение           | село Черниговка        | 5                             | 10 845           | 355,70        |

К 1 февраля 2023 года все городское и сельские поселения были упразднены и вместе со всем муниципальным районом преобразованы путём их объединения в муниципальный округ.

## Транспорт
Через район проходят федеральная трасса «Уссури» «Владивосток—Хабаровск» и транссибирская магистраль. Основные станции: Орехово-Приморское, Халкидон, Мучная, и крупнейшая узловая станция — Сибирцево, от которой отходят железнодорожные ветки на Турий Рог и Новочугуевку.

## Почётные жители
- Слипенчук, Виктор Трифонович (род. 1941) — русский поэт и прозаик, публицист.